# Sonanze
Sonanze è il primo album in studio del compositore italiano Roberto Cacciapaglia, pubblicato nel 1975.

## Descrizione
Il disco è stato prodotto da Rolf Ulrich Kaiser, titolare dell'etichetta discografica indipendente tedesca Ohr, specializzata in rock sperimentale, e pubblicato dalla PDU, la casa discografica di Mina.
Sonanze fu un lavoro ambizioso per quegli anni, costruito su orchestra, coro e musica elettronica, usando un linguaggio che si avvicina alla musica cosmica tedesca. Con questo lavoro entra in contatto con altri gruppi attivi nella sfera sperimentale tedesca come Popol Vuh, Tangerine Dream, Wallenstein e Dieter Dierks.
Nel 2001 l'album è stato ristmpato in CD in una edizione rimasterizzata presso i celebri Abbey Road Studios di Londra, con il sottotitolo Sonances & Otherworks e con l'aggiunta di 15 nuove tracce. L'album originale è stato inoltre ristampato dalla spagnola Wah Wah Records in vinile nel 2011 e dalla russa Мирумир in LP + CD nel 2013.

## Tracce
LP 1975
1. 1st Movement
2. 2nd Movement
3. 3rd Movement
4. 4th Movement
5. 5th Movement
6. 6th Movement
7. 7th Movement
8. 8th Movement
9. 9th Movement
10. 10th Movement

CD 2001
1. 1st Movement
2. 2nd Movement
3. 3rd Movement
4. 4th Movement
5. 5th Movement
6. 6th Movement
7. 7th Movement
8. 8th Movement
9. 9th Movement
10. 10th Movement
11. Skywaves
12. Electric Avenues
13. Birds Over Prague
14. Floating clouds
15. Gongs
16. Mother and Cousin
17. Winds and Gong
18. Moog Sequence
19. Roxanne
20. Metal Windows
21. Slow Steps
22. Manuela
23. Rob Tiger
24. Sub-electronic
25. Original Gongs